# Regina Otaola
Regina Otaola Muguerza (Eibar, 13 de febrer de 1952) és una política basca que va ser alcaldessa de la localitat guipuscoana de Lizartza pel Partit Popular des de 2007 fins a 2011.

## Biografia
Regina Otaola va néixer el 13 de febrer de 1952 en la localitat guipuscoana d'Eibar. És llicenciada en dret per ICADE, i va cursar els estudis de secretariat. Va ser la portaveu del Partit Popular (PP) a l'Ajuntament d'Eibar des de 1995 i del grup popular a les Juntes Generals de Guipúscoa, grup del que va formar part des de 1999 per la circumscripció de Deba-Urola. Va ser membre del comitè executiu regional del Partit Popular del País Basc i del de Guipúscoa, i va excercir en tots dos les funcions de secretària executiva institucional. En les eleccions municipals de 2007 es va presentar com a candidata a alcaldessa d'Eibar i, com a cap de llista, va aconseguir l'únic lloc de regidora que va obtenir el PP en aquestes eleccions.
En les mateixes eleccions, a Lizartza, el PP havia aconseguit tots els regidors, ja que la llista d'ANB havia estat il·legalitzada per tenir membres és les seves llistes d'altres organitzacions il·legalitzades, mentre que el PNB va demanar el vot en blanc. El Partit Popular va obtenir 27 vots, el 7,6% dels vots emesos i el 15,98% dels sufragis vàlids), enfront del 52,39% de vots nuls (opció que havia estat promoguda per l'entorn de la llista il·legalitzada) i el 40% de vots en blanc (opció que havia estat promoguda pel PNB). No obstant això, els regidors electes del PP eren tots militants de fora d'Euskadi que anaven en les llistes a causa que cap militant o simpatitzant del poble volgués anar en la llista. Davant aquesta situació el partit va decidir substituir als regidors electes per militants del PP basc, entre ells, Regina Otaola que va renunciar a la seva acta de regidor a Eibar a favor de la seva companya de partit Carmen Larrañaga, per ser nomenada alcaldessa de Lizartza. L'11 de setembre de 2007 la Fundació Gregorio Ordóñez la va guardonar amb el XV premi que porta el nom del polític assassinat per ETA, Gregorio Ordóñez «pel seu exemple de coratge i dignitat» i per la seva «ferma decisió» de defensar «tant l'ordre constitucional com la llibertat d'expressió».
El febrer del 2008 es va realitzar una recollida de signatures entre els habitants de la localitat de Lizartza exigint la seva dimissió. Quatre-cents dos veïns van signar i van secundar la proposta (la localitat té aproximadament 600 habitants). Otaola li va restar im+
portància al·legant que les signatures s'havien obtingut mitjançant la coacció. En 2008 va obtenir un dels premis Espanyols Exemplars de la Fundació per a la Defensa de la Nació Espanyola perquè «amb la seva gallardia s'ha convertit en una icona de la resistència de la Nació enfront d'ETA, o, la qual cosa és el mateix, de la llibertat enfront del terror».
Va ser vicepresidenta de la Federació Espanyola de Municipis i Províncies. El 14 de juny de 2010 va anunciar que es retirava de la política i que abandonava l'alcaldia de Lizartza per discrepàncies amb la línia d'actuació presa pel Partit Popular del País Basc, encapçalat per Antonio Basagoiti. Així mateix, va revelar que el següent any abandonaria el País Basc.